# Sjörättsdomstol
Sjörättsdomstol är i Sverige sju av Regeringen utsedda tingsrätter, nämligen Luleå, Sundsvalls, Stockholms, Kalmar, Malmö, Göteborgs och Värmlands tingsrätter.
De mål som handläggs är i första hand sådana som avser förhållanden som regleras i Sjölagen (1994:1009). Både tvistemål och brottmål handlaggs av sjörättsdomstol även i de fall gärningen är belagd med strängare straff i brottsbalken.
I och med att mål ska tas upp av sjörättsdomstol så utesluts därmed tingsrätt från att handlägga sådant mål. Väcks talan vid tingsrätt så ska den därför avvisas. Undantag gäller för mål som uteslutande rör en båt som inte hålls i drift yrkesmässigt eller annars i förvärvssyfte. I så fall får målet tas upp även av tingsrätt.
I tvistemål kan talan antingen väckas vid sjörättsdomstol där svaranden är bosatt eller vid den domstol där fartyget finns. Talan om ersättning för en oljeskada enligt 10 kap sjölagen får väckas i Sverige endast om oljeskadan har uppkommit i Sverige eller dess ekonomiska zon.
Sjörättsdomstol håller också sjöförklaring.

## Fotnoter
1. ↑  21 kap. Sjölagen (1994:1009)
2. ↑  21 kap. 1 § Sjölagen (1994:1009)
3. ↑  21 kap. 1 § 2 stycket Sjölagen (1994:1009)
4. ↑  21 kap. 2 § Sjölagen (1994:1009)
5. ↑  21 kap. 5 § Sjölagen (1994:1009)
6. ↑  10 kap. Sjölagen (1994:1009)
7. ↑  18 kap. 10 § Sjölagen (1994:1009)